# Cmentarz komunalny w Rybniku
Cmentarz komunalny w Rybniku to największy cmentarz w mieście. Znajduje się przy ulicach Rudzkiej i Kotucza w dzielnicy Północ. Historyczne części nekropolii to m.in. dawny cmentarz parafialny katolicki, ewangelicki, i nieistniejąca cześć żydowska.
Wyróżniające się elementy to m.in. groby powstańców śląskich (gdzie pochowany jest m.in. Alfons Zgrzebniok), groby obrońców września '39 i mur pamięci ludzi związanych z Rybnikiem lecz pochowanych w innych nekropoliach.
Na cmentarzu pochowani są m.in. Rozalia Biegesz, Władysław Weber, Innocenty Libura, Maksymilian Basista, Paweł Ziętek.

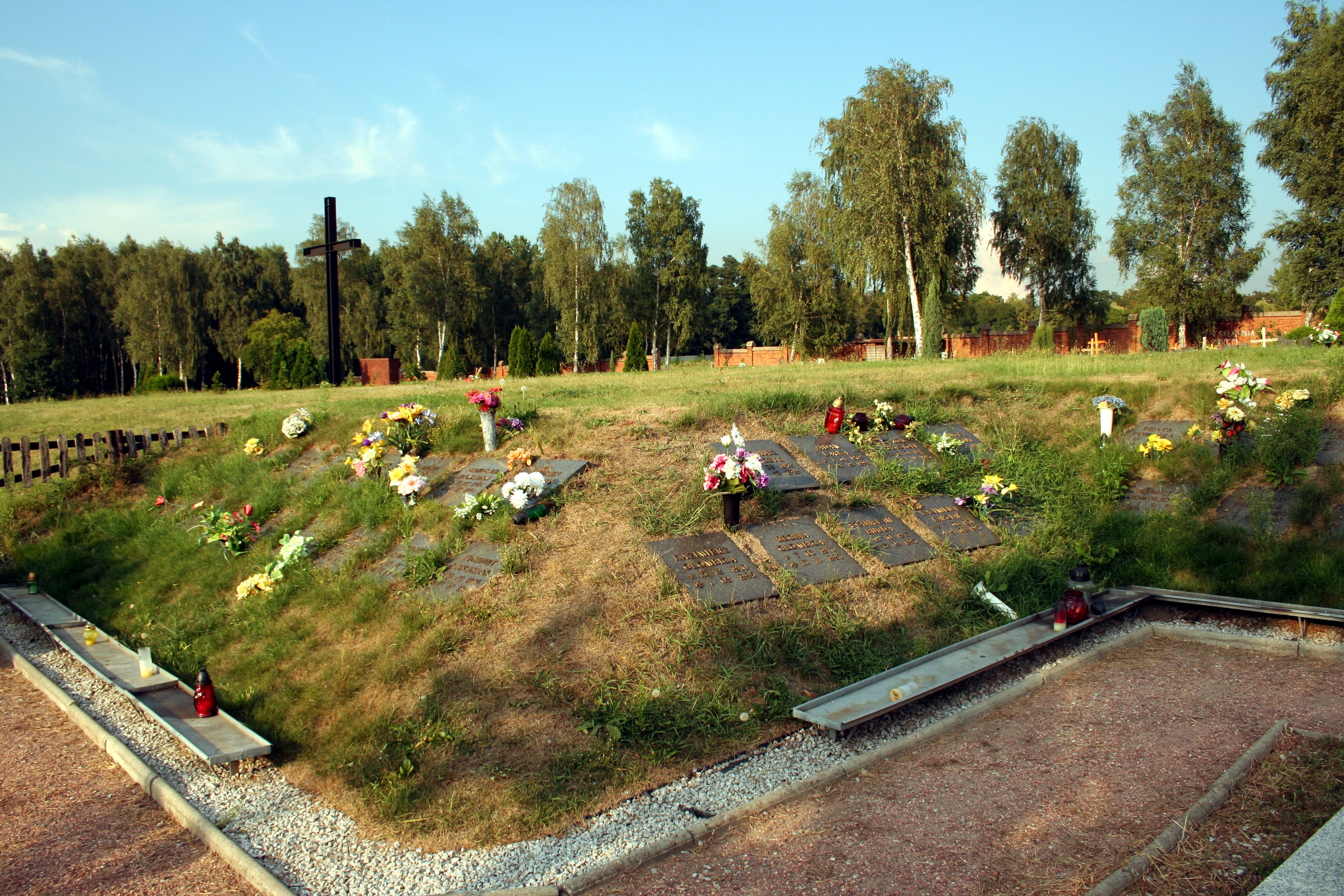
Zbiorowa mogiła utworzona dla zmarłych, których groby zostały podmyte podczas powodzi w 1997 roku

Część grobów uległa zniszczeniu podczas powodzi tysiąclecia w 1997 r. Dla ich upamiętnienia zbudowana została mogiła zbiorowa.